# کادروویتسا
کادروویتسا (به بلغاری: Kadrovitsa) یک منطقهٔ مسکونی در بلغارستان است که در شهرستان نوستینو واقع شده‌است.